# Un homme en or
Pour plus de détails, voir Fiche technique et Distribution.
Un homme en or est un film français réalisé par Jean Dréville et sorti en 1934.

## Fiche technique
- Réalisation : Jean Dréville
- Scénario : Roger Ferdinand
- Photographie : Léonce-Henri Burel
- Musique : Henri Forterre
- Sociétés de production : A.V. Films et Les Films Roger Ferdinand
- Format : Noir et blanc - Son mono - 1,37:1
- Genre : Drame
- Durée : 90 minutes
- Date de sortie : 
  - France : 9 novembre 1934

## Distribution
- Harry Baur : Papon
- Suzy Vernon : Janette
- Guy Derlan : Roland Hardi
- Josseline Gaël : Marcelle
- Pierre Larquey : Moineau
- Christiane Dor : Berthe
- Robert Clermont : du Pecq
- Rika Radifé
- Jacques Maury : Jacques